# Allobates ranoides
Allobates ranoides es una especie de anfibio anuro de la familia Aromobatidae.

## Distribución geográfica
Esta especie es endémica del departamento de Meta de Colombia. Habita entre los 100 y 800 m de altitud en el lado amazónico de la Cordillera Oriental.

## Publicación original
- Boulenger, 1918 : Descriptions of new South-American Batrachians. Annals and Magazine of Natural History, ser. 9, vol. 2, p. 427-433[5]